# Padelle
Padelle – rzeka we Francji, przepływająca przez teren departamentu Ardèche, o długości 12,5 km. Stanowi lewy dopływ rzeki Loary.